# Lago Kossou

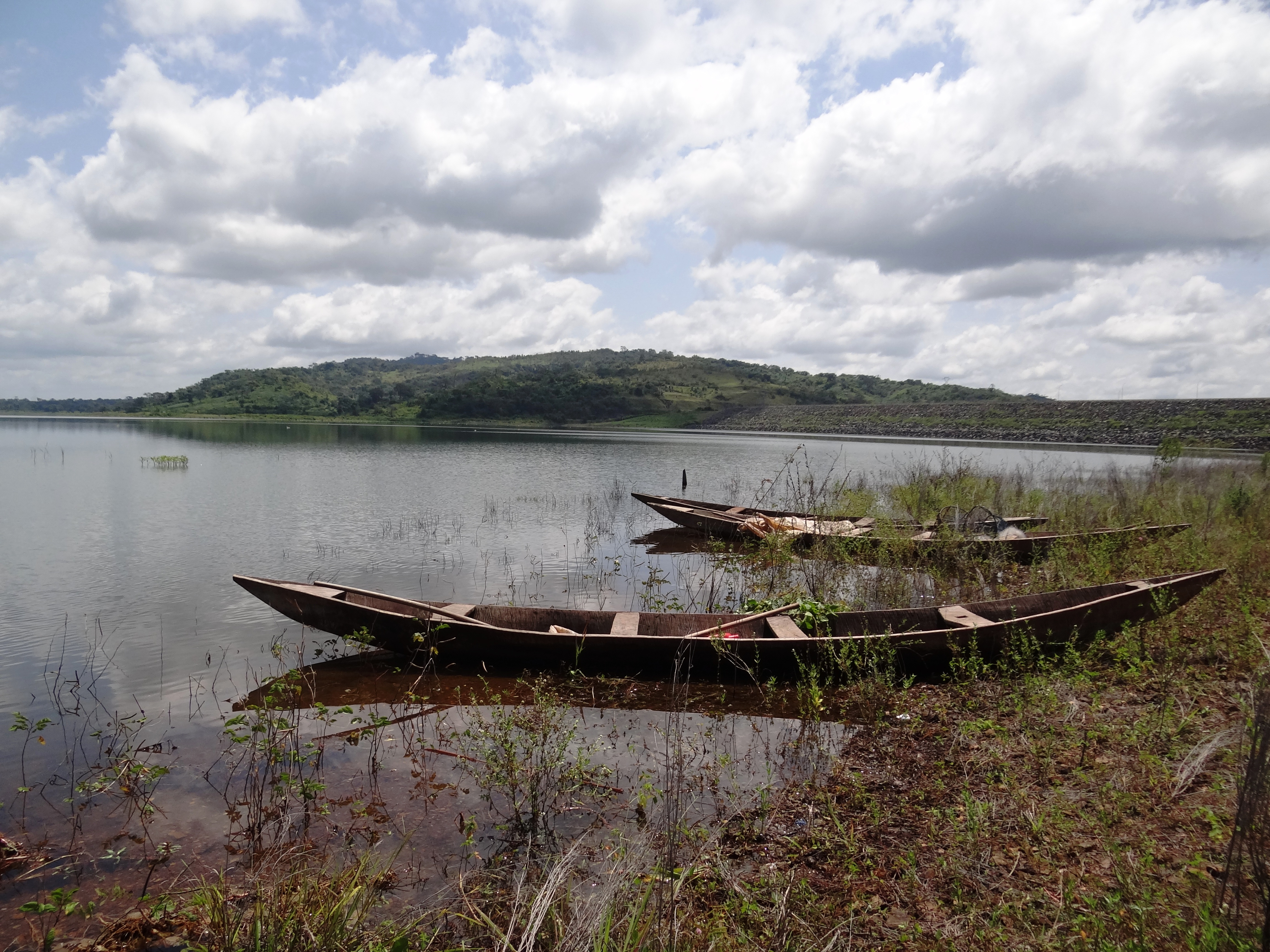

O Lago Kossou (francês: Lac de Kossou) é o maior lago da Costa do Marfim. Encontra-se no rio Bandama, no centro do país. É um lago artificial, criado em 1973, represando o rio Bandama em Kossou (a represa de Kossou). Cerca de 75.000 pessoas do povo Baúles foram deslocadas pelo lago.

## História
O lago Kossou foi formado após a construção da barragem de Kossou através do rio Bandama, que foi concluída em 1973. O Projeto da Barragem de Kossou foi concluído sob os auspícios do Programa das Nações Unidas para o Desenvolvimento, sendo a agência a Autoridade de Vale do Bandama (ADV). Envolveu a transferência de cerca de 75.000 pessoas de 200 assentamentos para 54 novas aldeias construídas pela ADV, 32 na zona florestal e 22 na zona da savana. 22.000 pessoas foram reassentadas antes de a água começar a ser apreendida em 1971.
A barragem é construída de terra com aterro de rochas e tem cerca de 1.500 m (5.000 pés) de comprimento. A água apreendida alimenta uma usina hidrelétrica com capacidade de 174 megawatts. Quando cheio, o lago terá uma superfície a cerca de 206 m (676 pés) acima do nível do mar, um comprimento de 180 km (112 milhas) e uma largura de 45 km (28 milhas), uma área de 1.855 km2 (716 milhas quadradas) e uma capacidade de 28,8 × 109 m3 (1,017 × 1012 cu ft).
Além da geração de energia, a criação do lago teve como objetivo incentivar a população local a permanecer na área e usar a água para irrigar suas plantações, e também se esperava que uma indústria pesqueira se desenvolvesse. Em 1975, o lago atingiu sua maior altura acima do nível do mar, de 193 m (633 pés), altura em que sua área de superfície era de cerca de 50% de todo o seu potencial. Em 1994, não havia aumentado ainda mais devido à diminuição das chuvas em sua área de influência e à extração de água através de diques a montante.
As chuvas na bacia hidrográfica continuaram abaixo da média de longo prazo, e a superfície do lago permaneceu em cerca de 50% do que era esperado; muitos agricultores despossuídos que foram realocados reivindicaram suas terras. Em 1983, uma séria seca e extensos incêndios devastaram as plantações e as plantações de café e cacau perto do lago, causando grandes perdas econômicas.
Em 2019, estava sendo considerado um projeto para criar um esquema solar fotovoltaico flutuante na superfície do lago. Teria uma capacidade instalada entre 10 e 20 megawatts.

## Vida selvagem
Uma característica inicial do lago foi o desenvolvimento de grandes populações de repolho d'água (Pistia stratiotes) na superfície da água. Há hipopótamos e outros animais aquáticos no lago, e um número crescente de pássaros foi registrado como residente ou visitando a área.